# 4624 Стефані
4624 Стефані (4624 Stefani) — астероїд головного поясу, відкритий 23 березня 1982 року.
Тіссеранів параметр щодо Юпітера — 3,201.